# Muraenesocidae
I Muraenesocidae sono una famiglia di pesci ossei appartenenti all'ordine Anguilliformes.

## Distribuzione e habitat
Sono presenti in tutti i mari tropicali e subtropicali, nel mar Mediterraneo sono presenti due specie:
- Cynoponticus ferox, presente anche se rarissimo, sulle coste italiane
- Muraenesox cinereus, lessepsiano, osservato solo poche volte nel Mediterraneo orientale [1].

Sono tutti marini e bentonici.

## Descrizione
Ricordano il comune grongo ma hanno numerosi denti acuminati. Gli occhi sono grandi. Le pinne pettorali sono presenti. La pinna dorsale arriva all'altezza delle pinne pettorali. La linea laterale è vistosa.
Raggiungono grandi dimensioni, spesso superiori a 2 metri. La specie più grande è Congresox talabonoides che supera i 250 cm di lunghezza.

## Biologia
Predatori. La loro biologia è poco conosciuta.

## Specie
- Genere Congresox
  - Congresox talabon
  - Congresox talabonoides
- Genere Cynoponticus
  - Cynoponticus coniceps
  - Cynoponticus ferox
  - Cynoponticus savanna
- Genere Gavialiceps
  - Gavialiceps arabicus (D'Ancona)
  - Gavialiceps bertelseni
  - Gavialiceps javanicus
  - Gavialiceps taeniola
  - Gavialiceps taiwanensis
- Genere Muraenesox
  - Muraenesox bagio
  - Muraenesox cinereus
- Genere Oxyconger
  - Oxyconger leptognathus